# Cleopatra (film din 1970)
Cleopatra (titlu original: クレオパトラ Kureopatora) este un film SF japonez anime din 1970 regizat de Osamu Tezuka și Eiichi Yamamoto. Scenariul este scris de  Shigemi Satoyoshi. Filmul este distribuit de Nippon Herald Movies. A fost lansat în Statele Unite sub denumirea Cleopatra: Queen of Sex, cu rating-ul X.

## Prezentare
În viitorul îndepărtat, trei oameni — Jirō Tani, Hal Witcher și Maria Fellow — descoperă că o rasă extraterestră numită Pasateli intenționează să cucerească omenirea cu misteriosul „Plan Cleopatra”. Folosind o mașină a timpului, cei trei își transportă mințile în corpurile membrilor curții istorice a Cleopatrei pentru a descoperi și a opri planul. Hal, totuși, promite că se va folosi de ocazie pentru a-și asigura titlul de cel mai mare iubit care a trăit vreodată făcând sex cu Cleopatra.
În mijlocul cuceririi romane a Egiptului, un grup de egipteni complotează în secret o rebeliune pentru a-l răsturna pe Iulius Cezar. Grupul plănuiește să o trimită pe Cleopatra să-l seducă și să-l ucidă pe Cezar. Romanii descoperă grupul și îi atacă. Cleopatra scapă, împreună cu roabele ei Libia și Apollodoria. Cleopatra merge la o preoteasă antică, care ii oferă prin magie un corp irezistibil de seducător pentru misiunea ei.
În acest moment sosesc Jirō, Hal și Maria: Maria este acum Libia; Hal se găsește în trupul leopardului de companie al preotesei Rupa, zădărnicindu-i planurile de a seduce pe Cleopatra; iar Jirō se găsește în trupul lui Ionius, un grec prins și înrobit de romani. Ionius se eliberează pe sine și pe ceilalți sclavi folosind cunoștințele sale despre tehnologia viitorului pentru a face grenade moderne. Ei o însoțesc pe Cleopatra pentru a-l întâlni pe Cezar, care este atât de copleșit de frumusețea ei încât o face regina Egiptului. Cezar îl recucerește pe Ionius și, amuzat de abilitățile sale de luptă, îi ordonă să lupte în arena gladiatorilor. El îi dă lui Ionius o armă modernă pentru a-și asigura victoria. Ionius se dovedește atât de popular în rândul publicului roman, încât popularitatea lui Cezar crește, determinându-i pe senatorii săi să conspire pentru a-l ucide atât pe el, cât și pe Ionius pentru a pune capăt influenței lor.
Libia și Apollodoria insistă că Cleopatra trebuie să-l ucidă pe Cezar; Cleopatra, însă, s-a răzgândit și continuă să amâne asasinatul în favoarea sexului. Ei îl însoțesc pe Cezar înapoi la Roma, tocmai la timp pentru ca el să fie asasinat de proprii senatori. Fiul adoptiv al lui Cezar, Octavian, care va fi numit în curând Augustus, preia conducerea. Cleopatra încearcă să continue planul seducându-l pe Octavian, doar pentru a afla că el este homosexual și insensibil la farmecele ei. Între timp, mâna dreaptă a lui Cezar, Marcus Antonius sau Antoniu, se îndrăgostește și face sex cu Cleopatra. Octavian, în schimb, este atras de Ionius și îi cruță viața. 
În cele din urmă, în bătălia de la Actium, unde flota lui Octavian învinge flota egipteană a lui Antoniu, Antoniu se sinucide. Octavian merge la Cleopatra pentru a o convinge să se predea; este luată în custodie de romani. Supărată și dezamăgită de respingerea după moartea lui Antoniu, Cleopatra se sinucide folosind mușcătura veninoasă a unui aspide.
Călătorii în timp se întorc în viitor și raportează că Planul Cleopatra este o schemă a rasei Pasateli de a lua forma unor femei umane frumoase pentru a seduce și distruge cei mai puternici lideri bărbați de pe Pământ. Pasatelii au luat deja forme umane și sunt gata să lovească când vor ajunge aceste informații, dar Pământul este capabil să-i dezrădăcineze și să salveze lumea la timp.

## Distribuție
- Chinatsu Nakayama – Cleopatra
- Hajime Hana – Iulius Caesar
- Osami Nabe – Marcus Antonius
- Jitsuko Yoshimura – Libya
- Tsubame Yanagiya – Rupa
- Nobuo Tsukamoto – Ionius
- Kazuko Imai – Calpania
- Susumu Abe – Cabagonis
- Yoshirō Katō – Chief Tarabahha
- Nachi Nozawa – Octavian